# Réserve naturelle régionale de la Massonne
La réserve naturelle régionale de La Massonne (RNR111) est une réserve naturelle régionale (RNR) située en Nouvelle-Aquitaine. Classée en 2012, elle occupait initialement une surface de 99 hectares. En 2025, une extension du périmètre porte cette surface à 202,33 hectares.

## Localisation

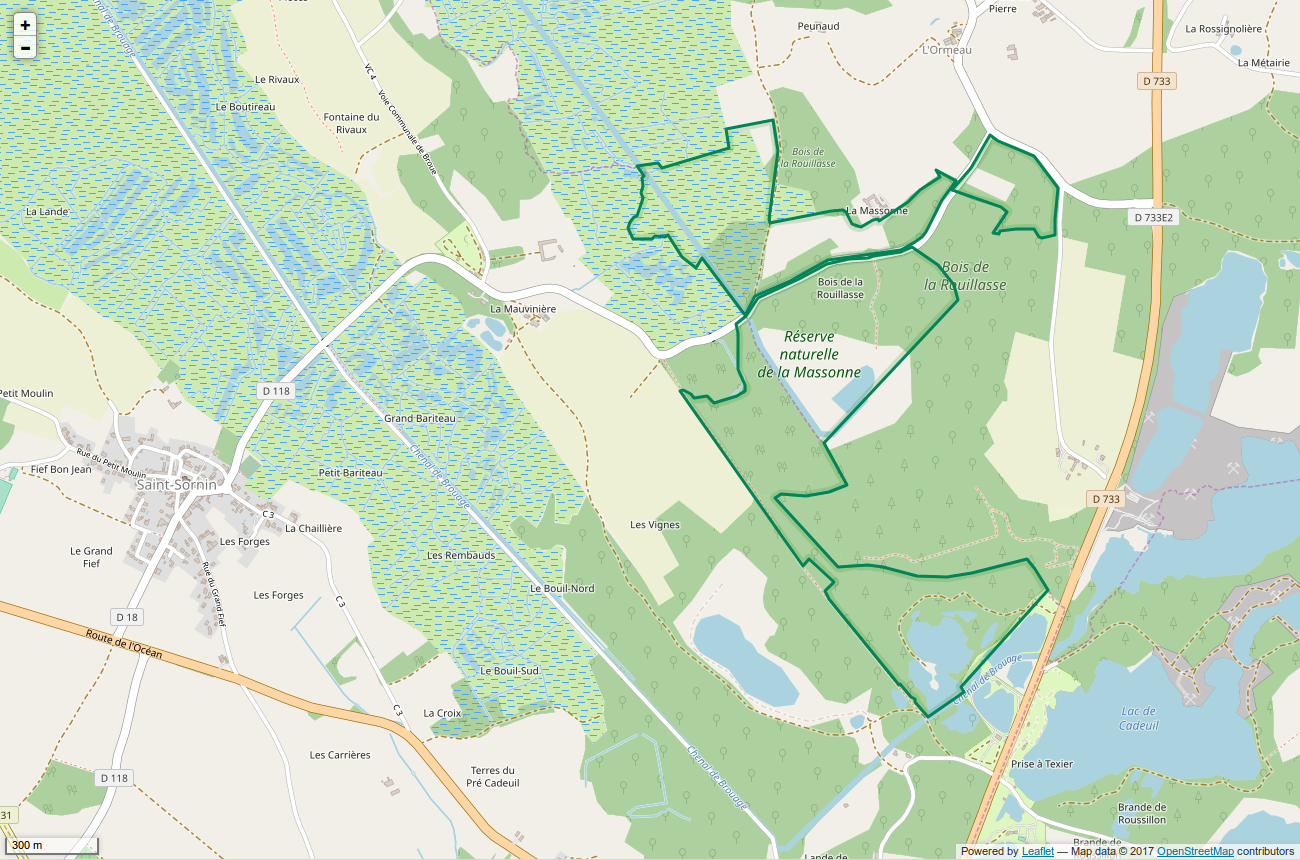
Périmètre de la réserve naturelle.

Le territoire de la réserve naturelle est situé en région Nouvelle-Aquitaine, dans le département de la Charente-Maritime, sur les communes de La Gripperie-Saint-Symphorien et Saint-Sornin. Il se situe dans les marais de Brouage, à la limite ouest de la Saintonge.

## Histoire du site et de la réserve
Les marais ont été drainés aux XVIIe et XVIIIe siècles. À la suite des démarches des propriétaires, le site a fait l'objet d'un classement en réserve naturelle volontaire en 1997. Il a ensuite été reclassé en RNR en 2012, également à l'initiative des propriétaires. Cette réserve est classée « zone de quiétude » et une partie du site se trouve en zone Natura 2000. En mars 2025, la réserve a été agrandie par délibération du conseil régional, Elle intègre des parcelles communales, appartenant au conservatoire du littoral, au conservatoire d'espaces naturels, mais aussi des propriétés privées, pour s'étendre sur un total de 203 ha.

## Écologie (biodiversité, intérêt écopaysager…)
On trouve sur le site deux écosystèmes très contrastés : les prairies humides du marais de Brouage à l'ouest, les landes calcifuges de Cadeuil au sud et à l'est. Cette situation entraine une diversité écologique remarquable. Le site fait l'objet d'un fauchage tardif et l'entretien s'effectue grâce à des chevaux de trait.

### Flore
La flore recensée sur le site compte plus de 600 espèces dont 28 sont patrimoniales. On y trouve ainsi l'Iris de Sibérie ou la Gentiane pneumonanthe.

### Faune
La faune invertébrée est remarquable. On recense au moins 32 espèces de papillons, comme le Damier de la succise ou le Fadet des laîches et au moins 27 espèces de libellules. Douze espèces d'insectes sont d'intérêt patrimonial comme la Rosalie des Alpes.
On trouve également sur le site la Loutre d'Europe, la Fauvette pitchou, la tortue Cistude ainsi que dix-huit espèces de chauves-souris, soit la plupart de celles recensées en Charente-Maritime, et 80 % de celles de la Nouvelle-Aquitaine. Dans ce lieu sans lumière nocturne artificielle, ces mammifères volants trouvent des conditions idéales de chasse aux insectes.

## Intérêt touristique et pédagogique
L'accueil du public au sein de la réserve se fait principalement via des sorties nature, organisées régulièrement par les gestionnaires et les propriétaires. Le sentier de grande randonnée GR 360 (« GR - Tour de Saintonge ») traverse la réserve sur environ 650 mètres.

## Administration, plan de gestion, règlement
La réserve naturelle est gérée par Nature Environnement 17 et la Ligue pour la protection des oiseaux (LPO).

### Outils et statut juridique
La réserve naturelle a été créée par une délibération du 13 février 2012. Le 17 mars 2025, le périmètre est étendu à 202,33 ha.